# Vibrissomyia bicolor
Vibrissomyia bicolor là một loài ruồi trong họ Tachinidae.